# رو در رو (فیلم ۱۹۶۷ لهستانی)
رو در رو (به لهستانی: Twarzą w twarz) یک فیلم درام لهستانی به کارگردانی کشیشتف زانوسی است که در سال ۱۹۶۷ ساخته و در سال ۱۹۶۸ منتشر شد. از بازیگران این فیلم می‌توان به پیوتر پاوئوفسکی و آندژی زاوادا اشاره کرد.